# Chiesa della Maggia
L'Oratorio della Beata Vergine della Consolazione (meglio conosciuto come Chiesa della Maggia) è un edificio religioso del comune di Lonate Pozzolo (VA).
L'edificio nacque come luogo devozionale della Cascina Maggia a nord della frazione di Tornavento; in epoca contemporanea appartiene all'azienda World Trade Center Malpensa Airport.
È raggiungibile sia dal parcheggio del complesso che da un sentiero panoramico che la collega con la Via Gaggio presso l'ex dogana austroungarica.

## Storia
Le prime testimonianze della chiesa risalgono alla fine del XVI secolo, quando una mappa conservata presso l'Archivio di Stato di Torino rappresentava la Cascina Maggia racchiusa in una cinta muraria esagonale con all'interno una croce, cosa che fa supporre la presenza di un edificio religioso. La chiesa è poi presente in una mappa del 1722, posizionata a nord-ovest del complesso abitativo della cascina.
La benedizione avvenne nel 1740, ad opera di un delegato arcivescovile. Nel 1750 era di proprietà dei Visconti, i quali erano obbligati a svolgere almeno 12 messe all'anno. La chiesa venne preservata dalle trasformazioni che interessarono la Cascina Maggia, compresi gli abbattimenti e la ricostruzione degli edifici adiacenti. Nella seconda metà del XX secolo l'intera zona venne acquistata da una società di logistica italo-olandese, che vi costruì il nuovo complesso. Anche la chiesa è di proprietà della società, ma la parrocchia di Lonate Pozzolo ha la possibilità di svolgervi delle funzioni religiose.
Fu interessata da un intervento di restauro nel 1988.

## Descrizione
L'edificio è di forma rettangolare, con un portico antistante all'ingresso principale posto sul lato ovest. Oltre al porticato sono, sempre del Settecento, la torre con le campane e l'affresco sopra l'altare, che rappresenta una Madonna col Bambino seduta su un seggio tra finti tendaggi aperti.
Sono del 1898 gli emblemi e i motti delle famiglie Parravicino e Losetti, dipinti sulle parenti che fiancheggiano l'altare. Essi furono realizzati per il matrimonio dell'ingegner Giulio Parravicino (proprietario della cascina) con Ines Lossetti Mandelli, erede dei signori di Dairago.
La piazzetta antistante l'ingresso è un punto panoramico verso occidente sul Parco del Ticino (il Parco naturale lombardo della Valle del Ticino per la Lombardia e il Parco naturale della Valle del Ticino per il Piemonte), con una visuale specifica sulla città di Oleggio e sulle Alpi Pennine, in particolare il massiccio del Monte Rosa.